# Débarquement de Sidi-Ferruch
Conquête de l'Algérie par la France
Les troupes d'Afrique débarquent le 14 juin 1830 à la presqu’île de Sidi Ferruch (Sidi-Fredj (Alger)) à 30 km à l'ouest d'Alger. Elles ont pour objectif de prendre à revers la forteresse d'Alger, qui est réputée invincible depuis l'attaque des troupes espagnoles de Charles Quint au XVIe siècle. Les Français ne rencontrent qu'un petit détachement d'une batterie côtière vite submergée et 1 000 habitants environ commencent à quitter la ville d'Alger.
Hussein Dey rassemble son armée composée de la milice janissaire et de contingents fournis par les Beys d'Oran, Constantine et Titteri et le commandement est confié à Agha Ibrahim. L'armée d'Hussein Dey est composée de 30 000 à 50 000 hommes, auxquels s'ajoutent 25 000 Kabyles pour défendre Sidi-Fredj (Alger) contre les Français. Cette armée est mal préparée à l'expédition française.